# اضربني بحظ (رواية)
رواية اضربني بحظ (بالإنجليزية: Strike Me Lucky)‏ هي رواية للكاتب الأسترالي جون كليري. نشرت عام 1959.
كتبها جون كليري بالتعاون مع زوجته جوي. تدور الأحداث حول عائلة أسترالية تكتشف الذهب وتأثيره على بلدتهم الصغيرة.
كتبت في الأصل كقصة قصيرة لصحيفة ساترداي إيفننج بوست. كان كليري وزوجته يعيشون في إسبانيا وقررت جوي تحويل القصة إلى رواية، فأعاد جون كتابتها ثم نشرت تحت اسمها، وحققت نجاحا بسيطا.